# Gaoussou Koné
Pour les articles homonymes, voir Koné.
Gaoussou Koné, né le 28 avril 1944, est un athlète ivoirien. Il a été le meilleur sprinter en Afrique francophone dans les années 1960. Il s'est révélé en 1963, à l’occasion des Jeux de l'Amitié en se qualifiant pour la finale à l'âge de 17 ans. Une année plus tard, il devient le premier Africain finaliste du 100 m des Jeux olympiques, à Tokyo où il se classe 6e. 
En 1965, aux premiers Jeux africains de Brazzaville, il est double lauréat des 100 et 200 m. 
Il est aujourd'hui toujours sur le terrain : il entraîne des athlètes à Abidjan.

## Palmarès

### Jeux africains
- Jeux africains de 1965 à Brazzaville :
  -  Médaille d'or sur 100 m
  -  Médaille d'or sur 200 m
- Jeux africains de 1973 à Lagos :
  -  Médaille de bronze sur 4 × 100 m

### Jeux de l'Amitié
- Jeux de l'Amitié 1963 à Dakar[1] :
  -  Médaille d'or sur 100 m

### Universiade
- Universiade d'été de 1967 à Tokyo
  -  Médaille d'or sur 100 m